# Enrico Fardella
Enrico Fardella di Torrearsa (Trapani, 11 marzo 1821 – Trapani, 5 luglio 1892) è stato un generale e politico italiano.

## Biografia
Esponente del nobile casato siciliano dei Marchesi di Torrearsa, Enrico (Enoch) Fardella fu un rivoluzionario antiborbonico, tra i protagonisti della rivoluzione siciliana del 1848 insieme al fratello maggiore Vincenzo, futuro presidente del Senato del Regno. Liberò Trapani dalla guarnigione borbonica insieme a Salvatore Calvino e divenne colonnello di cavalleria, comandante di un battaglione dell'esercito costituzionale del Regno di Sicilia.
Dopo l'arresto nella fallita spedizione in Calabria, nel 1849 va in esilio volontario a Londra, quindi raggiunse Costantinopoli e si arruolò nel 1855 per combattere i russi, con il grado di colonnello di stato maggiore. Gli fu affidato un reggimento della cavalleria ottomana nella guerra di Crimea. Prese parte alla battaglia di Balaklava. Sposò l'irlandese Giannina Drucket.
È al fianco di Garibaldi nel 1860 quando, durante la spedizione dei Mille, comanda un reggimento della brigata Milbitz dell'Esercito meridionale, di cui alla fine della campagna prende il comando.
Conclusa la sua partecipazione alle guerre risorgimentali, si trasferisce nel 1861 in America, per combattere a fianco dell'Unione nella guerra di secessione. Enrico Fardella organizza un corpo di fanteria di volontari, il 51º Reggimento di New York. Soprannominato Reggimento Fardella, conta 1040 volontari ed è ammesso nei quadri dell'esercito unionista, venendo assegnato all'Armata del Potomac. Si dimise in segno di protesta contro le decisioni fallimentari del Generale McClellan dopo la Battaglia di Malvern Hill, ma nel 1864 creò un nuovo reggimento di fanteria, l'85° Volontari di New York, formato in gran parte da emigranti siciliani, di cui diviene comandante. Sconfitto nella battaglia di Plymouth, venne preso prigioniero e internato nella prigione di Andersonville. Tornò libero il 3 agosto in seguito ad uno scambio di prigionieri. Nella primavera del 1865 viene promosso generale da Abramo Lincoln.
Nel 1867 a New York nasce la figlia Teresa, che dopo la morte fu proclamata venerabile dalla chiesa cattolica .
Nel 1872 rientra a Trapani, dove diviene sindaco dal 1873 al 1879. A lui si devono la costruzione del mercato del pesce, del palazzo D'Alì, della caserma Vittorio Emanuele (oggi caserma Luigi Giannettino).
A ricordo della sua partecipazione alla Guerra Civile americana una sua immagine bronzea è esposta al Museo Civico di New York.